# Mijaíl Chigorin
Mijaíl Ivánovich Chigorin Михаи́л Ива́нович Чиго́рин (Gátchina (Rusia), 12 de noviembre de 1850 - Lublin (Imperio ruso), 25 de enero de 1908) fue un importante ajedrecista ruso: entre 1883 y 1898 fue uno de los cinco mejores jugadores del mundo. Ha sido considerado el fundador de la escuela imperial rusa de ajedrez.
Nació cerca de San Petersburgo, donde se estableció luego de terminar sus estudios. Aprendió a jugar al ajedrez a los 16 años, pero no se sintió atraído por el juego sino hasta después de completar su educación y ocupar un puesto en el gobierno imperial.
En 1873 se apasionó por el juego, abandonó su trabajo y se convirtió en un ajedrecista profesional.
Su primer torneo internacional fue Berlín 1881, donde acabó tercero. Finalizó segundo en el torneo de Hastings 1895 por delante del campeón mundial Lasker y de Steinitz. Únicamente el ganador, Harry Nelson Pillsbury, superó a Chigorin. Además a Richard Teichmann (+8 -3 =1) le tenía la medida tomada pero contra Lasker (+1 -8 =4) y David Janowski cosechó parciales muy negativos (+4 -17 =4).
En La Habana (Cuba) disputó el Campeonato del Mundo contra Wilhelm Steinitz en dos ocasiones, con resultados respetables: en 1889 perdió 10,5-6,5 y en 1892 perdió 12,5-10,5. 
Era amante de los gambitos y gran conocedor del gambito Evans. Chigorin dio nombre a diferentes variantes de apertura. La más importante fue la variante Chigorin de la Apertura española (en notación algebraica, 1.e4 e5; 2.Cf3 Cc6; 3.Ab5 a6; 4.Aa4 Cf6; 5.O-O Ae7; 6.Te1 b5; 7.Ab3 d6; 8.c3 O-O; 9.h3 Ca5). También contribuyó al Gambito de dama con la Defensa Chigorin (1.d4 d5 2.c4 Cc6) y a la variante Chigorin de la Defensa Francesa (1.e4 e6; 2.De2).
Falleció en Lublin, Polonia en 1908, y sus restos mortales fueron trasladados al cementerio de San Petersburgo en 1914.

## Ortografía
- En inglés: Mikhail Chigorin.
- En francés: Mikhail Tchigorine.
- En alemán: Michail Tschigorin.